# Amphilepis scutata
Amphilepis scutata är en ormstjärneart som beskrevs av Ole Theodor Jensen Mortensen 1933. Amphilepis scutata ingår i släktet Amphilepis och familjen sköldormstjärnor. Inga underarter finns listade i Catalogue of Life.